# Новый Лашман
Новый Лашман — опустевший посёлок в Вознесенском районе Нижегородской области. Входит в состав Благодатовского сельсовета.

## География
Посёлок находится в юго-западной части Нижегородской области на расстоянии приблизительно 19 километров  по прямой на северо-запад от поселка Вознесенского, административного центра района.

## История
Основан в 1939 году как поселок лесозаготовителей, название появилось относительно более старого поселка Лашман у речки Кумовой, существовавшего до 1959 года. Дома в Новом Лашмане все были двухквартирными, работала восьмилетняя школа и интернат. До 2002 года Новый Лашман был центром одноименного сельсовета, в который входил также поселок Лесомашинный.

## Население
Постоянное население составляло 11 человек (русские 100%) в 2002 году, 0 в 2010.
| 1999 | 2002 | 2010 |
| ---- | ---- | ---- |
| 54   | ↘11  | ↘0   |